# Acuerdo de Producción Limpia
Un Acuerdo de Producción Limpia (APL) es un instrumento medioambiental blando de Chile, manejado por el Consejo Nacional de Producción Limpia que busca la promoción de la Producción Limpia a través del fomento productivo.
Un APL es un convenio voluntario no vinculante celebrado entre un sector empresarial, empresas y los organismos públicos con competencia en las materias del Acuerdo, cuyo objetivo es aplicar producción limpia a través de metas y acciones específicas". Se caracteriza porque es suscrito por una asociación empresarial representativa del sector y por cada empresa individualmente, así como por cada institución pública competente en las materias comprometidas en el convenio; establece un plazo determinado para cumplir las metas y acciones.
El objetivo general de los APL es servir como un instrumento de gestión que permite mejorar las condiciones productivas, ambientales, de higiene y seguridad laboral, de eficiencia energética, de eficiencia en el uso del agua, y otras materias abordadas por el Acuerdo, de las empresas de un determinado sector productivo que lo suscriben, buscando generar sinergia y economías de escala en el logro de los objetivos acordados. De igual forma, busca aumentar la eficiencia productiva y mejorar la competitividad.
En especial, los APL buscan establecer una jerarquización de las prioridades en la gestión productiva y ambiental, que contempla en primer lugar, prevenir la contaminación; en segundo lugar, minimizarla es conocido para este caso, el uso de las "3 R" (reciclaje, recuperación y reutilización)-; en tercer lugar, su tratamiento apropiado, y en cuarto lugar, su adecuada disposición final.
La suscripción de un Acuerdo de Producción Limpia por parte de un sector productivo, incentiva a las empresas, no sólo al cumplimiento de las normas ambientales sino que a realizar mejoras que incluso van más allá de lo obligatorio. El sector respectivo busca en forma conjunta las soluciones más eficientes con el consiguiente ahorro en comparación a la búsqueda de soluciones individuales.
Un factor que permite potenciar esta herramienta es el desarrollo de cuatro Normas Chilenas Oficiales que establecen las directrices para el desarrollo, implementación y certificación del cumplimiento de Acuerdos de Producción Limpia.

## NAMA
A partir del año 2012 los APL están reconocidos como NAMA por la ONU, lo que significa que toda reducción de emisiones registrada a través de un APL son reconocidas para el cumplimiento de la metas internacionales en materia de reducción de emisiones de Gases de efecto invernadero. Además esto significó para este país (Chile), el reconocimiento de poco más de 4.000.000 de toneladas de CO2eq reducidas.